# Dagus rostrata
Dagus rostrata är en tvåvingeart som först beskrevs av Cresson 1918.  Dagus rostrata ingår i släktet Dagus och familjen vattenflugor. Inga underarter finns listade i Catalogue of Life.